# Тоткомлош
Тоткомлош (мађ. Tótkomlós, слч. Slovenský Komlóš) је мањи град у жупанији Бекеш у Мађарској.

## Име града
Комлош на мађарском значи „(место) са хмељем“, док је префикс Тот реч за Словаке на старом мађарском. Хмељ се такође може наћи у грбу града.

## Географија
Тоткомлош се налази у Великој мађарској равници 225 km југоисточно од Будимпеште. Железничка линија Мезетур-Орошхаза-Мезехеђеш пролази кроз град.

## Историја
Средњовековно село које се налазило на овом месту је разорено услед отоманских ратова, староседеоци Мађари су избегли са тог подручја. Место је обновљено после 1715. године са словачким досељеницима. Мађари су постали већина након чехословачко-мађарске размене становништва.

## Демографија
У 2011. години, 75,5% градског становништва изјаснило се као Мађари, 21,5% Словаци, 2% Роми и 1% друге (углавном немачке, румунске и словеначке) националности.
Током пописа из 2011. године, 82,7% становника се изјаснило као Мађари, 2% као Роми, 0,6% као Немци, 0,6% као Румуни и 21,5% као Словаци (16,6% се није изјаснило, због постојања двојног идентитета укупан број може бити већи од 100 %). 
Верска дистрибуција је била следећа: римокатолици 16%, реформисани 4,6%, лутерани 21,4%, гркокатолици 0,2%, неденоминациони 31,8% (25,1% се није изјаснило).